# Светско првенство у атлетици у дворани 2001 — 800 метара за жене
Трка на 800 метара у женској конкуренцији на 8. Светском првенству у атлетици у дворани 2001. одржано је 9., 10. и 11. марта у Атлантском павиљону у Лисабону (Португалија).
Титулу освојену у Маебаши 2001. није бранила Лудмила Форманова из Чешке. 

## Земље учеснице
Учествовало је 21 такмичарка из 17 земаља.
1. Аустралија (1)
2. Аустрија (1)
3. Бразил (1)
4. Јамајка (1)
5. Кина (2)
6. Мозамбик (1)
7. Немачка (1)
8. Португалија (1)
9. Румунија (1)
10. Русија (2)
11. САД (2)
12. Словенија (1)
13. Танзанија (1)
14. Уједињено Краљевство (1)
15. Француска (1)
16. Чешка (1)
17. Шпанија (2)

## Освајачи медаља
| Освајачи медаља |              |                 |  |  |  |  |
|                 |              |                 |  |  |  |  |
|                 |              |                 |  |  |  |  |
|                 |              |                 |  |  |  |  |
| Марија Мутола   | Штефани Граф | Хелена Дзиурова |  |  |  |  |
| Мозамбик        | Аустрија     | Чешка           |  |  |  |  |

## Рекорди
Стање 4. март 2001.
| Рекорди пре почетка Светског првенства 2001. | Рекорди пре почетка Светског првенства 2001. | Рекорди пре почетка Светског првенства 2001. | Рекорди пре почетка Светског првенства 2001. | Рекорди пре почетка Светског првенства 2001. | Рекорди пре почетка Светског првенства 2001. |
| -------------------------------------------- | -------------------------------------------- | -------------------------------------------- | -------------------------------------------- | -------------------------------------------- | -------------------------------------------- |
| Светски рекорд                               | 1:56,40                                      | Кристин Вачтел                               | Источна Немачка                              | Беч, Аустрија                                | 13. фебруар 1988.                            |
| Рекорд светских првенстава                   | 1:56,90                                      | Лудмила Форманова                            | Чешка                                        | Маебаши, Јапан                               | 7. март 1999.                                |
| Најбољи резултат сезоне                      | 1:57,53                                      | Штефани Граф                                 | Аустрија                                     | Лијевен, Француска                           | 25. фебруар 2001.                            |
| Афрички рекорд                               | 1:57,06                                      | Марија Мутола                                | Мозамбик                                     | Лијевен, Француска                           | 12. фебруар 1999.                            |
| Азијски рекорд                               |                                              |                                              |                                              |                                              |                                              |
| Северноамерички рекорд                       | 1:58,92                                      | Сузи Фејвор Хамилтон                         | Сједињене Државе                             | Бостон, САД                                  | 7. фебруар 1999.                             |
| Јужноамерички рекорд                         | 1:59,21                                      | Летисија Вријезде                            | Суринам                                      | Бирмингем, Уједињено Краљевство              | 23. фебруар 1997.                            |
| Европски рекорд                              | 1:56,40                                      | Кристин Вачтел                               | Источна Немачка                              | Беч, Аустрија                                | 13. фебруар 1988.                            |
| Океанијски рекорд                            | 2:00,36                                      | Тони Хоџкинсон                               | Аустралија                                   | Париз, Француска                             | 9. март 1997.                                |

### Најбољи резултати у 2001. години
Десет најбољих атлетичарки године на 800 метара у дворани пре првенства (9. марта 2001), имале су следећи пласман.
| 1.  | Штефани Граф       | Аустрија  | 1:57,53 | 25. фебруар |
| 2.  | Марија Мутола      | Мозамбик  | 1:58,02 | 25. фебруар |
| 3.  | Хелена Фухсова     | Чешка     | 1:58,37 | 25. фебруар |
| 4.  | Јелена Афанасјева  | Русија    | 1:58,73 | 17. фебруар |
| 5.  | Олга Кузњецова     | Русија    | 1:58,94 | 17. фебруар |
| 6.  | Наталија Горелова  | Русија    | 1:59,15 | 17. фебруар |
| 7.  | Јоланда Чеплак     | Словенија | 1:59,81 | 4. март     |
| 8.  | Хасна Бенхаси      | Мароко    | 1:59,86 | 18. фебруар |
| 9.  | Естер Госенс       | Холандија | 2:00,01 | 15. фебруар |
| 10. | Светлана Черкасова | Русија    | 2:00,42 | 17. фебруар |

Такмичарке чија су имена подебљана учествовале су на СП 2001.

## Сатница
| Датум          | Време | Ниво          |
| -------------- | ----- | ------------- |
| 9. март 2001.  | 12:40 | Квалификације |
| 10. март 2001. | 15:15 | Полуфинале    |
| 11. март 2001. | 16:40 | Финале        |

## Резултати

### Квалификације
Такмичење је одржано 9. марта 2001. године. Такмичарке су биле подељене у 4 група. За пласман у полуфинале пласирале су се по 2 првопласиране из група (КВ) и 4 према постигнутом резултату (кв).,,.
Почетак такмичења: група 1 у 12:40, група 2 у 12:46, група 3 у 12:52, група 4 у 12:58.
| Плас. | Група | Атлетичарка            | Земља                | ЛР       | ЛРС      | Резултат | Белешка |
| ----- | ----- | ---------------------- | -------------------- | -------- | -------- | -------- | ------- |
| 1.    | 4     | Јоланда Чеплак         | Словенија            | 1:59,81  | 1:59,81  | 2:02,97  | КВ      |
| 2.    | 4     | Јелена Афанасјева      | Русија               | 1:56,61о | 1:58,73  | 2:03,28  | КВ      |
| 3.    | 4     | Лаетитија Валдонадо    | Француска            | 2:01,24о | 2:03,48  | 2:04,00  | кв      |
| 4.    | 2     | Марија Мутола          | Мозамбик             | 1:55,19о | 1:58,02  | 2:04,16  | КВ      |
| 5.    | 4     | Сандра Теишеира        | Португалија          | 2:02,47  | 2:02,47  | 2:04,18  | кв      |
| 6.    | 2     | Lwiza John             | Танзанија            | 1:59,58о | 2:01,74  | 2:04,29  | КВ      |
| 7.    | 1     | Ivonne Teichmann       | Немачка              | 1:59,20о | 2:00,98  | 2:04,47  | КВ      |
| 8.    | 2     | Тамсин Луис            | Аустралија           | 1:59,21о | 2:00,95о | 2:04,56  | кв      |
| 9.    | 1     | Штефани Граф           | Аустрија             | 1:56,64о | 1:57,53  | 2:04,58  | КВ      |
| 9.    | 3     | Хелена Фухсова         | Канада               | 1:58,37  | 1:58,37  | 2:04,58  | КВ      |
| 11.   | 3     | Светлана Черкасова     | Мароко               | 1:59,23о | 2:00,42  | 2:04,70  | КВ      |
| 12.   | 3     | Чармајне Ховел         | Јамајка              | 2:00,63о | 2:03,33  | 2:05,14  | кв      |
| 13.   | 2     | Џоан Фен               | Уједињено Краљевство | 2:02,90  | 2:02,90  | 2:05,16  |         |
| 14.   | 1     | Фабијане дос Сантос    | Бразил               | 2:00,98  | 2:00,98  | 2:05,18  |         |
| 15.   | 4     | Адорасион Гарсија      | Шпанија              | 2:02,06о | 2:03,48  | 2:05,25  |         |
| 16.   | 1     | Џенифер Туми           | САД                  | 2:03,02  | 2:03,02  | 2:05,55  |         |
| 17.   | 3     | Анка Сафта             | Румунија             | 2:02,12  | 2:02,12  | 2:06,13  |         |
| 18.   | 1     | Марија Тереза Мартинез | Шпанија              | 1:59,60о | 2:02,97  | 2:08,91  |         |
| 19.   | 4     | Јуанпинг Ванг          | Кина                 | 2:00,63о |          | 2:09,80  |         |
| 20.   | 3     | Лин На                 | Кина                 | 1:58,16о |          | 2:10,99  |         |
|       | 2     | Jearl Miles-Clarke     | САД                  | 1:56,40о | 2:00,96  | НС       |         |

### Полуфинале
Такмичење је одржано 10. марта 2001. године. Такмичарке су биле подељене у 2 групе. За пласман у финале пласирале су се по 3 првопласиране из група (КВ).,,
Почетак такмичења: група 1 у 15:15, група 2 у 15:21.
| Поз. | Група | Атлетичарка         | Земља       | Резултат | Белешка |
| ---- | ----- | ------------------- | ----------- | -------- | ------- |
| 1.   | 1     | Штефани Граф        | Аустрија    | 2:01,34  | КВ      |
| 2.   | 1     | Јелена Афанасјева   | Русија      | 2:01,97  | КВ      |
| 3.   | 1     | Lwiza John          | Танзанија   | 2:02,40  | КВ      |
| 4.   | 1     | Ivonne Teichmann    | Немачка     | 2:03,20  |         |
| 5.   | 2     | Марија Мутола       | Мозамбик    | 2:03,64  | КВ      |
| 6.   | 2     | Јоланда Чеплак      | Словенија   | 2:03,68  | КВ      |
| 7.   | 2     | Хелена Фухсова      | Чешка       | 2:04,29  | КВ      |
| 8.   | 1     | Сандра Теишеира     | Португалија | 2:04,38  |         |
| 9.   |       | Тамсин Луис         | Аустралија  | 2:04,79  |         |
| 10.  | 1     | Лаетитија Валдонадо | Француска   | 2:05,89  |         |
| 11.  | 2     | Светлана Черкасова  | Русија      | 2:06,19  |         |
| 12.  | 2     | Чармајне Ховел      | Јамајка     | 2:09,13  |         |

### Финале
Такмичење не одржано 11. марта 2001. године у 16:40.,
| Поз. | Атлетичарка       | Земља     | Резултат | Белешка |
| ---- | ----------------- | --------- | -------- | ------- |
|      | Марија Мутола     | Мозамбик  | 1:59,74  |         |
|      | Штефани Граф      | Аустрија  | 1:59,78  |         |
|      | Хелена Фухсова    | Чешка     | 2:01,18  |         |
| 4.   | Лвиза Џон         | Танзанија | 2:01,76  |         |
| 5.   | Јелена Афанасјева | Русија    | 2:02,17  |         |
| 6.   | Јоланда Чеплак    | Словенија | 2:02,67  |         |